# Fukushima Hayato
Fukushima Hayato (sinh ngày 26 tháng 4 năm 2000) là một cầu thủ bóng đá người Nhật Bản.

## Sự nghiệp câu lạc bộ
Fukushima Hayato hiện đang chơi cho Shonan Bellmare.